# Metropolia Toamasina
Metropolia Toamasina – jedna z 5 metropolii kościoła rzymskokatolickiego na Madagaskarze. Została ustanowiona 26 lutego 2010.

## Diecezje
- Archidiecezja Toamasina
  - Diecezja Ambatondrazaka
  - Diecezja Fenoarivo Atsinanana
  - Diecezja Moramanga

## Metropolici
- kard. Désiré Tsarahazana (od 2010)